# Manasi Scott
Manasi Scott es una cantante, profesional de la comunicación y actriz india. Manasi es conocida por sus actuaciones en directo y por componer su primer álbum titulado "Sanjay Gupta", para una película de terror titulada Acid Factor.

## Biografía
Manasi es conocida por su talento múltiple. Ella tuvo un reconocimiento a nivel nacional como cantante, mientras estudiaba en el octavo nivel. Después de obtener una licenciatura en Comunicación de Masas en el St. Xavier College, ella también realizó cursos de televisión y producción de cine. Comenzó su carrera como cantante profesional con una popular banda de rock Pune llamado "Dark Water Fixation". Su tema musical titulado "Othaiyadi Pathaile", que fue interpretada para una película titulada "Snehithiye" y dirigida por Priyadarshan, resultó un éxito de taquilla. Manasi también desempeñó un papel importante de apoyo en esta película, interpretando a su personaje llamado "Nancy". "Snehithiye" era una película que se destacaba, por tener sólo caracteres femeninos en sus derivaciones. Manasi es también una jugadora nacional de baloncesto.

## Carrera
Antes de lanzar su álbum de debut, Manasi ya se convirtió en una sensación nacional con sus actuaciones en directo. A pesar de su  álbum debut titulado "Nachlae" lanzado en 2005, su primera gran ruptura le ocurrió en 2009, con una película de Sanjay Gupta titulada "Acid Factory". Manasi ha compuesto e interpretado una canción titulada 'Khatti meethi' para esta película. Ella también ha participado en un video musical para el mismo número. Entre sus otras obras importantes que se destacan son  "Peter Gaya Kaam Se ", "Pappu Can’t Dance"," The Fox"," Loot", "Tom Dick and Harry Rocks Again", "Love Story 2050", entre otros. Ha actuado en un par de películas populares,Jhootha Hola Sahi y Ek Main Aur Ekk T. Fue la primera cantante de la India en la portada de la revista The Week; también apareci´en la carátula de FEMINA de septiembre de 2012.

## Vida personal
Manasi es la única hija de sus progenitores. Su madre es de Punjab y padre es de Tamil Nadu. Los dos eran médicos. Manasi estaba casada con Craig Scott, pero se divorciaron en 2011. Ella tiene un hijo llamado Zephan Izeya.

## Discografía
- Snehithiye
- Okkadu Chalu
- Goppinti Alludu
- Acid Factory
- Peter Gaya Kaam Se
- Pappu Can't Dance Saala
- The Fox
- Loot
- Tom Dick and Harry Rocks Again
- Love Story 2050
- Aadhi Bhagavan
- Thillalangadi

## Filmografía
- Snehithiye
- Acid Factory
- Jhootha Hi Sahi
- Ek Main Aur Ekk Tu

## Televisión
- Perfect 10 on Sony Pix - Anchor
- Glamorous  on Zoom - Anchor
- E Buzz on AXN - Anchor
- Cornetto Anchor Hunt  on Zing/ETC - Judge